# 溇水
溇水，是中国长江流域的一条河流，汇入澧水，属于澧水水系。河长256千米，流域面积5048平方千米，多年平均流量179立方米每秒。自然落差1671米。水能理论蕴藏量39万千瓦。